# Ardisia opaca
Ardisia opaca là một loài thực vật thuộc họ Myrsinaceae. Loài này có ở Colombia, Costa Rica, và Panama. Chúng hiện đang bị đe dọa vì mất môi trường sống.